# Blowin' Smoke
«Blowin' Smoke» —en español: «Una cortina de humo»— es una canción grabada por la cantautora de música country Kacey Musgraves. La canción aparece en su álbum debut Same Trailer Different Park. Fue lanzado 1 de abril de 2013 como el segundo sencillo del álbum. Fue escrita por Musgraves, Luke Laird, y Shane McAnally. Como de 10 de julio de 2013, el sencillo ha vendido 135 000 copias en Estados Unidos.

## Video musical
El video musical fue dirigido por Honey se estrenó en CMT y CAG en mayo de 2013.

## Rendimiento en las listas
«Blowin' Smoke» debutó en el número 56 en la lista de Country Airplay de Billboard para la semana del 13 de abril de 2013. También debutó en el número 48 en el Hot Country Songs de Billboard para la semana del 27 de abril de 2013. También debutó en el número 10 en Estados Unidos Billboard Bubbling Under Hot 100 Singles para la semana del 22 de junio de 2013.
| Listas (2013)                           | Mejor posición |
| --------------------------------------- | -------------- |
| Canadá (Canada Country)                 | 46             |
| Estados Unidos (Bubbling Under Hot 100) | 7              |
| Estados Unidos (Country Airplay)        | 23             |
| Estados Unidos (Hot Country Songs)      | 31             |

### Posición fin de año
| Listas (2013)                    | Posición |
| -------------------------------- | -------- |
| US Country Airplay (Billboard)   | 95       |
| US Hot Country Songs (Billboard) | 91       |